# Cantone di Hédé
Il Cantone di Hédé era una divisione amministrativa dell'arrondissement di Rennes.
A seguito della riforma approvata con decreto del 18 febbraio 2014, che ha avuto attuazione dopo le elezioni dipartimentali del 2015, è stato soppresso.

## Composizione
Comprendeva i comuni di:
- Dingé
- Guipel
- Hédé
- Langouet
- Lanrigan
- La Mézière
- Québriac
- Saint-Gondran
- Saint-Symphorien
- Vignoc